# 十和田市立東中学校
十和田市立東中学校（とわだしりつひがしちゅうがっこう）は、青森県十和田市東二十二番町にある公立中学校。

## 沿革
- 1984年（昭和59年）4月 - 校舎・体育館落成式挙行。第1回入学式も挙行。

## 生徒数
2023年（令和5年）5月1日時点。
| 学年 | 1年 | 2年 | 3年 | 特別支援    | 合計 |
| ---- | --- | --- | --- | ----------- | ---- |
| 学級 | 3   | 3   | 3   | 4           | 13   |
| 生徒 | 92  | 94  | 110 | 20 （内数） | 296  |

## 通学区域
- 東一番町 - 4から12番
- 東二番町 - 3から9番
- 東三番町 - 7から9番、10番（1から34号、84から92号）、21から35番、36番（1から14号）
- 東十一番町
- 東十二番町
- 東十三番町 - 1から46番
- 東二十一番町
- 東二十二番町
- 東二十三番町
- 東二十四番町
- 元町東一丁目 - 11から17番
- 元町東二丁目 - 3、8、12番
- 元町東三丁目
- 元町東四丁目 - 1、2、14、15番、16番の一部
- 元町東五丁目
- ひがしの一丁目
- ひがしの二丁目
- 一本木沢一丁目
- 一本木沢二丁目
- 大字三本木
  - 字一本木沢
  - 字牛泊
  - 字里ノ沢
  - 字下平
  - 字北平の一部
- 大字洞内
  - 字樋口の一部
- 大字八斗沢
  - 字八斗沢の一部
  - 字家ノ下の一部
- 大字相坂
  - 字高清水

## 周辺
- 十和田自動車学校 - 敷地が隣接
- 北里大学十和田キャンパス
- 十和田大学前郵便局
- 十和田・六戸学校給食センター
- 十和田市東コミュニティセンター

## アクセス
- 十和田観光電鉄バス「北里大学前」バス停下車後、徒歩約350m・約6分。